# Culex usquatus
Culex usquatus är en tvåvingeart som beskrevs av Dyar 1918. Culex usquatus ingår i släktet Culex och familjen stickmyggor. Inga underarter finns listade i Catalogue of Life.